# Fidel Kuri Grajales
Fidel Kuri Grajales (* 24. Februar 1962 in Orizaba, Veracruz) ist ein mexikanischer Politiker, der dem Partido Revolucionario Institucional (PRI) angehört, und Unternehmer. Zudem war er Eigentümer der Fußballvereine Albinegros de Orizaba und Tiburones Rojos Veracruz.

## Leben
In den 1980er-Jahren war Kuri Grajales, Sohn eines wohlhabenden Geschäftsmanns aus der LKW-Branche, für sein ausschweifendes Partyleben bekannt. 1987 gründete er gemeinsam mit seinem Vater, seinen Geschwistern und weiteren Familienmitgliedern die ersten 4 von 16 Unternehmen, mit denen der Manager heute verbunden ist.
Sein Einstieg in die Politik wurde durch seinen Kontakt zum ehemaligen Stadtoberhaupt von Orizaba, Martín Cabrera Zavaleta, beflügelt, der ihn in die PRI holte und zum Kommunalvorsitzenden der Partei machte. Ein anscheinend lohnenswerter Deal für Kuri, dessen Vermögen in der Folgezeit sprunghaft angestiegen sein soll.
Im Verlauf seiner weiteren Vita vermischten sich seine politischen und finanziellen Interessen schließlich auch mit dem Sport und bewegten ihn zum Einstieg auf die Funktionärsebene. Nachdem er zunächst seinen Heimatverein Albinegros de Orizaba erworben hatte, kaufte er schließlich auch den bedeutendsten fußballerischen Repräsentanten seines heimatlichen Bundesstaates, Tiburones Rojos Veracruz. Kritiker sahen diesen Schritt vorwiegend durch seine politischen Ambitionen motiviert, weil er den „roten Hai“ in seine Wahlkampfkampagne übernahm, als er für das Amt des Bürgermeisters der Hafenstadt Veracruz kandidierte. Er „drohte“ sogar, dass die Tiburones Rojos den Bundesstaat verlassen würden, falls der PRI die Wahl nicht gewinnen würde, was schließlich trotz des Wahlsieges des PAN nicht geschah. Doch Kuri „entfernte“ den Verein auf andere Weise. Er zahlte die Spielergehälter nur noch unregelmäßig und riss den Verein immer tiefer in den Abgrund, bis dieser Ende 2019 vom mexikanischen Fußballverband von allen Wettbewerben ausgeschlossen wurde.
Auch in seiner Heimatstadt Orizaba hatte er große Pläne. So wollte er für die Albinegros ein neues Stadion errichten und ließ sich mit dubiosen Geldgebern ein, ohne dass das Projekt jemals realisiert wurde.
Von 1998 bis 2001 war Kuri Abgeordneter im Kongress von Veracruz und von 2009 bis 2012 sowie erneut von 2015 bis 2018 Bundesabgeordneter für den 15. Bezirk von Veracruz, zu dem seine Heimatstadt Orizaba gehört.
Seit September 2021 befindet Kuri sich wegen einer Betrugsanklage im Gefängnis von Santiaguito in der Gemeinde Almoloya de Juárez.